# Oenochroma subcarnea
Oenochroma subcarnea är en fjärilsart som beskrevs av W. Warren 1902. Oenochroma subcarnea ingår i släktet Oenochroma och familjen mätare. Inga underarter finns listade i Catalogue of Life.